# Argyrolobium nitens
Argyrolobium nitens är en ärtväxtart som beskrevs av Burtt Davy. Argyrolobium nitens ingår i släktet Argyrolobium och familjen ärtväxter. Inga underarter finns listade i Catalogue of Life.